# 玉英
侧福晋王氏（18世纪—1800年），名玉英，是清朝皇子永璇的侍妾，追赠侧福晋。

## 生平
王玉英的出生年和家族不详。最初，她是皇八子永璇的官女子。乾隆三十三年（1768年）三月十七日巳時，生永璇第一子绵志，遵为妾。次年十一月十二日丑时，生永璇第一女县君。乾隆三十七年四月十三日午时，生第二女。乾隆三十九年七月十三日亥时，生第三女 。同年十一月二十六日寅时，次女卒。乾隆四十年乙未十二月二十日，生次子绵懋。乾隆四十一年十二月二十八日卯时，生了第四女。同年九月二日寅时，第三女卒。乾隆四十二年丁酉十月三十日，第二子绵懋死。同年九月初八戌时，第四女卒。
嘉庆五年（1800年），王玉英逝世。死后追赠为侧福晋。